# Wereldkampioenschap voetbal onder 20 - 1977
Het eerste wereldkampioenschap voetbal onder 20 werd gehouden in Tunesië van 27 juni tot en met 10 juli 1977. In totaal werden er 28 wedstrijden gespeeld. De allereerste winnaar werd de Sovjet-Unie. In de finale werd van Mexico gewonnen, de uitslag was 2–2 en daarna won Sovjet-Unie na strafschoppen. Brazilië werd derde.

## Kwalificatie

### Deelnemers
Er deden zestien teams uit vijf confederaties mee. Teams konden zich kwalificeren via een jeugdtoernooi dat binnen elke confederatie georganiseerd werd. Voor Europa was dit het toernooi dat vanaf 1981 het Europees kampioenschap voetbal mannen onder 19 zou gaan heten. Tot die tijd was de naam UEFA Junior Tournament. Het is duidelijk dat de vier halvefinalisten van het Junior Tournament van 1976 (Sovjet-Unie, Hongarije, Spanje en Frankrijk) zich kwalificeerden voor dit WK. Italië en Oostenrijk deden echter ook mee, het is niet zeker op grond waarvan.
| Confederatie                                   | Kwalificatietoernooi                                                                       | Gekwalificeerde landen                                   |
| ---------------------------------------------- | ------------------------------------------------------------------------------------------ | -------------------------------------------------------- |
| AFC (Azië)                                     | Aziatisch kampioenschap voetbal onder 19 - 1977 Iran, 15–28 april 1977                     | Iran Irak                                                |
| CAF (Afrika)                                   | Kwalificatie CAF                                                                           | Ivoorkust Marokko                                        |
| CONCACAF (Noord, Centraal-Amerika & Caribbean) | CONCACAF-kampioenschap voetbal onder 20 - 1976 Puerto Rico, 19 september – 16 oktober 1976 | Honduras Mexico                                          |
| CONMEBOL (Zuid-Amerika)                        | Zuid-Amerikaans kampioenschap voetbal onder 20 - 1977 Venezuela, 16 april – 6 mei 1977     | Brazilië Paraguay Uruguay                                |
| UEFA (Europa)                                  | Europees kampioenschap voetbal onder 18 - 1976 Hongarije, 28 mei – 6 juni 1976             | Oostenrijk Frankrijk Hongarije Italië Sovjet-Unie Spanje |
| Gastland                                       | Gastland                                                                                   | Tunesië                                                  |

### CAF
Voor de CAF bestond de kwalificatie uit drie wedstrijden. De winnaars kwalificeren zich voor het hoofdtoernooi.
|  |        |     |         |  |
|  | Guinee | 0–1 | Marokko |  |
|  |        |     |         |  |

|  |         |                |        |  |
|  | Marokko | 3–0 (4–0 agg.) | Guinee |  |
|  |         |                |        |  |

Marokko kwalificeert zich.
|  |        |     |           |  |
|  | Egypte | 1–0 | Ivoorkust |  |
|  |        |     |           |  |

|  |           |     |        |  |
|  | Ivoorkust | 3–2 | Egypte |  |
|  |           |     |        |  |

Stil gelegd bij 3–2, Egypte weigerde verder te spelen, Ivoorkust kwalificeert zich.

## Stadions
| Tunis                                        | · Tunis Sousse Sfax | Tunis                                     |
| -------------------------------------------- | ------------------- | ----------------------------------------- |
| Stade El Menzah Capaciteit: 45.000           | · Tunis Sousse Sfax | Stade Chedli Zouiten Capaciteit: 18.000   |
|                                              | · Tunis Sousse Sfax |                                           |
| Sousse                                       | · Tunis Sousse Sfax | Sfax                                      |
| Stade Olympique de Sousse Capaciteit: 10.000 | · Tunis Sousse Sfax | Stade Ameur El-Gargouri Capaciteit: 4.000 |
|                                              | · Tunis Sousse Sfax |                                           |

## Groepsfase

### Groep A
| Team      | Ptn | Wed | W | G | V | DV | DT | DS | Resultaat            |
| --------- | --- | --- | - | - | - | -- | -- | -- | -------------------- |
| Mexico    | 4   | 3   | 1 | 2 | 0 | 8  | 2  | +6 | Naar de halve finale |
| Spanje    | 3   | 3   | 1 | 1 | 1 | 3  | 3  | 0  |                      |
| Frankrijk | 3   | 3   | 1 | 1 | 1 | 3  | 3  | 0  |                      |
| Tunesië   | 2   | 3   | 1 | 0 | 2 | 1  | 7  | −6 |                      |

|                    |                |       |                       |                                                         |
| 27 juni 1977 12:00 | Frankrijk      | 1 – 2 | Spanje                | Stade El Menzah, Tunis Scheidsrechter: Orhan Cebe (TUR) |
| 27 juni 1977 12:00 | Bacconnier 75' |       | Escobar 29' Casas 60' | Stade El Menzah, Tunis Scheidsrechter: Orhan Cebe (TUR) |

|                    |                                                 |       |         |                                                           |
| 27 juni 1977 16:00 | Mexico                                          | 6 – 0 | Tunesië | Stade El Menzah, Tunis Scheidsrechter: Farouk Bouzo (SYR) |
| 27 juni 1977 16:00 | Manzo 46, 47' Placencia 48, 69, 72' Garduno 56' |       |         | Stade El Menzah, Tunis Scheidsrechter: Farouk Bouzo (SYR) |

|                    |             |       |               |                                                            |
| 30 juni 1977 12:00 | Spanje      | 1 – 1 | Mexico        | Stade El Menzah, Tunis Scheidsrechter: Franz Woehrer (AUT) |
| 30 juni 1977 12:00 | Escobar 46' |       | Rodríguez 73' | Stade El Menzah, Tunis Scheidsrechter: Franz Woehrer (AUT) |

|                    |         |           |           |                                                                       |
| 30 juni 1977 16:00 | Tunesië | 0 – 1     | Frankrijk | Stade El Menzah, Tunis Scheidsrechter: Arturo Andrés Ithurralde (ARG) |
| 30 juni 1977 16:00 |         | Meyer 20' |           | Stade El Menzah, Tunis Scheidsrechter: Arturo Andrés Ithurralde (ARG) |

|                   |           |       |           |                                                                  |
| 3 juli 1977 12:00 | Frankrijk | 1 – 1 | Mexico    | Stade El Menzah, Tunis Scheidsrechter: Gianfranco Menegali (ITA) |
| 3 juli 1977 12:00 | Wiss 64'  |       | Moses 70' | Stade El Menzah, Tunis Scheidsrechter: Gianfranco Menegali (ITA) |

|                   |        |                 |         |                                                             |
| 3 juli 1977 16:00 | Spanje | 0 – 1           | Tunesië | Stade El Menzah, Tunis Scheidsrechter: Eldar Azimzade (URS) |
| 3 juli 1977 16:00 |        | Ben Fattoum 52' |         | Stade El Menzah, Tunis Scheidsrechter: Eldar Azimzade (URS) |

### Groep B
| Team      | Ptn | Wed | W | G | V | DV | DT | DS | Resultaat            |
| --------- | --- | --- | - | - | - | -- | -- | -- | -------------------- |
| Uruguay   | 6   | 3   | 3 | 0 | 0 | 6  | 1  | +5 | Naar de halve finale |
| Honduras  | 4   | 3   | 2 | 0 | 1 | 3  | 1  | +2 |                      |
| Hongarije | 2   | 3   | 1 | 0 | 2 | 3  | 4  | −1 |                      |
| Marokko   | 0   | 3   | 0 | 0 | 3 | 0  | 6  | −6 |                      |

|                    |         |             |          |                                                                 |
| 28 juni 1977 12:00 | Marokko | 0 – 1       | Honduras | Stade Chedli Zouiten, Tunis Scheidsrechter: Gerard Racine (SUI) |
| 28 juni 1977 12:00 |         | Norales 46' |          | Stade Chedli Zouiten, Tunis Scheidsrechter: Gerard Racine (SUI) |

|                    |                           |       |           |                                                                       |
| 28 juni 1977 16:00 | Uruguay                   | 2 – 1 | Hongarije | Stade Chedli Zouiten, Tunis Scheidsrechter: Gianfranco Menegali (ITA) |
| 28 juni 1977 16:00 | Diogo 15' Bica 25' (pen.) |       | Péter 17' | Stade Chedli Zouiten, Tunis Scheidsrechter: Gianfranco Menegali (ITA) |

|                   |          |           |         |                                                                  |
| 1 juli 1977 12:00 | Honduras | 0 – 1     | Uruguay | Stade Chedli Zouiten, Tunis Scheidsrechter: Birame N'Diaye (SEN) |
| 1 juli 1977 12:00 |          | Nadal 29' |         | Stade Chedli Zouiten, Tunis Scheidsrechter: Birame N'Diaye (SEN) |

|                   |                      |       |         |                                                                  |
| 1 juli 1977 16:00 | Hongarije            | 2 – 0 | Marokko | Stade Chedli Zouiten, Tunis Scheidsrechter: Arnaldo Coelho (BRA) |
| 1 juli 1977 16:00 | Kerekes 26' Nagy 56' |       |         | Stade Chedli Zouiten, Tunis Scheidsrechter: Arnaldo Coelho (BRA) |

|                   |           |                        |          |                                                                   |
| 4 juli 1977 12:00 | Hongarije | 0 – 2                  | Honduras | Stade Chedli Zouiten, Tunis Scheidsrechter: Sahar El Hawary (EGY) |
| 4 juli 1977 12:00 |           | Yearwood 7' Duarte 30' |          | Stade Chedli Zouiten, Tunis Scheidsrechter: Sahar El Hawary (EGY) |

|                   |                                 |       |         |                                                                |
| 4 juli 1977 16:00 | Uruguay                         | 3 – 0 | Marokko | Stade Chedli Zouiten, Tunis Scheidsrechter: Farouk Bouzo (SYR) |
| 4 juli 1977 16:00 | Nadal 36' Enrique 44' Ramos 51' |       |         | Stade Chedli Zouiten, Tunis Scheidsrechter: Farouk Bouzo (SYR) |

### Groep C
| Team      | Ptn | Wed | W | G | V | DV | DT | DS | Resultaat            |
| --------- | --- | --- | - | - | - | -- | -- | -- | -------------------- |
| Brazilië  | 5   | 3   | 2 | 1 | 0 | 8  | 2  | +6 | Naar de halve finale |
| Iran      | 3   | 3   | 1 | 1 | 1 | 4  | 5  | −1 |                      |
| Italië    | 2   | 3   | 0 | 2 | 1 | 1  | 3  | −2 |                      |
| Ivoorkust | 2   | 3   | 0 | 2 | 1 | 2  | 5  | −3 |                      |

|                    |             |       |             |                                                                              |
| 27 juni 1977 12:00 | Italië      | 1 – 1 | Ivoorkust   | Stade Olympique de Sousse, Sousse Scheidsrechter: Emmanuel Platopoulos (GRE) |
| 27 juni 1977 12:00 | Capuzzo 11' |       | Kouassi 77' | Stade Olympique de Sousse, Sousse Scheidsrechter: Emmanuel Platopoulos (GRE) |

|                    |                                                         |       |            |                                                                        |
| 27 juni 1977 16:00 | Brazilië                                                | 5 – 1 | Iran       | Stade Olympique de Sousse, Sousse Scheidsrechter: Michel Vautrot (FRA) |
| 27 juni 1977 16:00 | Guina 22, 29, 39' Paulo Roberto 37' Júnior Brasília 52' |       | Rajabi 55' | Stade Olympique de Sousse, Sousse Scheidsrechter: Michel Vautrot (FRA) |

|                    |      |       |        |                                                                      |
| 30 juni 1977 12:00 | Iran | 0 – 0 | Italië | Stade Olympique de Sousse, Sousse Scheidsrechter: Lajos Somlai (HUN) |
| 30 juni 1977 12:00 |      |       |        | Stade Olympique de Sousse, Sousse Scheidsrechter: Lajos Somlai (HUN) |

|                    |              |       |            |                                                                       |
| 30 juni 1977 16:00 | Ivoorkust    | 1 – 1 | Brazilië   | Stade Olympique de Sousse, Sousse Scheidsrechter: Mohamed Kadri (TUN) |
| 30 juni 1977 16:00 | Ya Semon 46' |       | Cléber 89' | Stade Olympique de Sousse, Sousse Scheidsrechter: Mohamed Kadri (TUN) |

|                   |                             |       |           |                                                                           |
| 3 juli 1977 12:00 | Iran                        | 3 – 0 | Ivoorkust | Stade Olympique de Sousse, Sousse Scheidsrechter: Salem Mahmud Adal (SYR) |
| 3 juli 1977 12:00 | Asheri 31, 87' Barzegar 80' |       |           | Stade Olympique de Sousse, Sousse Scheidsrechter: Salem Mahmud Adal (SYR) |

|                   |                        |       |        |                                                                          |
| 3 juli 1977 16:00 | Brazilië               | 2 – 0 | Italië | Stade Olympique de Sousse, Sousse Scheidsrechter: Dusan Maksimovic (YUG) |
| 3 juli 1977 16:00 | Guina 11' Paulinho 48' |       |        | Stade Olympique de Sousse, Sousse Scheidsrechter: Dusan Maksimovic (YUG) |

### Groep D
| Team        | Ptn | Wed | W | G | V | DV | DT | DS | Resultaat            |
| ----------- | --- | --- | - | - | - | -- | -- | -- | -------------------- |
| Sovjet-Unie | 5   | 3   | 2 | 1 | 0 | 5  | 2  | +3 | Naar de halve finale |
| Paraguay    | 4   | 3   | 2 | 0 | 1 | 6  | 2  | +4 |                      |
| Irak        | 2   | 3   | 1 | 0 | 2 | 6  | 8  | −2 |                      |
| Oostenrijk  | 1   | 3   | 0 | 1 | 2 | 1  | 6  | −5 |                      |

|                    |                          |       |             |                                                                           |
| 28 juni 1977 12:00 | Sovjet-Unie              | 3 – 1 | Irak        | Stade Ameur El-Gargouri, Sfax Scheidsrechter: Ángel Franco Martínez (ESP) |
| 28 juni 1977 12:00 | Petrakov 19, 23' Bal 39' |       | Munshid 77' | Stade Ameur El-Gargouri, Sfax Scheidsrechter: Ángel Franco Martínez (ESP) |

|                    |            |           |          |                                                                     |
| 28 juni 1977 16:00 | Oostenrijk | 0 – 1     | Paraguay | Stade Ameur El-Gargouri, Sfax Scheidsrechter: Zoubir Benganif (ALG) |
| 28 juni 1977 16:00 |            | Morel 62' |          | Stade Ameur El-Gargouri, Sfax Scheidsrechter: Zoubir Benganif (ALG) |

|                   |                                                 |       |            |                                                                        |
| 1 juli 1977 12:00 | Irak                                            | 5 – 1 | Oostenrijk | Stade Ameur El-Gargouri, Sfax Scheidsrechter: Tesfaye Gebreyesus (ETH) |
| 1 juli 1977 12:00 | Munshid 30' Hussain 34, 38, 90+3' Hammadi 90+4' |       | Weiss 28'  | Stade Ameur El-Gargouri, Sfax Scheidsrechter: Tesfaye Gebreyesus (ETH) |

|                   |               |       |                                |                                                                    |
| 1 juli 1977 16:00 | Paraguay      | 1 – 2 | Sovjet-Unie                    | Stade Ameur El-Gargouri, Sfax Scheidsrechter: Michel Vautrot (FRA) |
| 1 juli 1977 16:00 | Battaglia 38' |       | Khidiyatullin 29' Bessonov 59' | Stade Ameur El-Gargouri, Sfax Scheidsrechter: Michel Vautrot (FRA) |

|                   |                                           |       |      |                                                                           |
| 4 juli 1977 12:00 | Paraguay                                  | 4 – 0 | Irak | Stade Ameur El-Gargouri, Sfax Scheidsrechter: Ángel Franco Martínez (ESP) |
| 4 juli 1977 12:00 | Salmaniego 26' López 30' (68) Giménez 67' |       |      | Stade Ameur El-Gargouri, Sfax Scheidsrechter: Ángel Franco Martínez (ESP) |

|                   |            |       |             |                                                                     |
| 4 juli 1977 16:00 | Oostenrijk | 0 – 0 | Sovjet-Unie | Stade Ameur El-Gargouri, Sfax Scheidsrechter: Mohamed Larache (MAR) |
| 4 juli 1977 16:00 |            |       |             | Stade Ameur El-Gargouri, Sfax Scheidsrechter: Mohamed Larache (MAR) |

## Knock-outfase
|  | Halve finale   | Halve finale   |       |                | Finale          | Finale |
|  |                |                |       |                |                 |        |
|  | 6 juli – Tunis |                |       |                |                 |        |
|  | Mexico         | 1 (5)          |       |                |                 |        |
|  | Brazilië       | 1 (3)          |       |                |                 |        |
|  |                |                |       |                |                 |        |
|  |                |                |       |                | 10 juli – Tunis |        |
|  |                |                |       |                | Mexico          | 2 (8)  |
|  |                | Sovjet-Unie    | 2 (8) |                |                 |        |
|  |                |                |       |                |                 |        |
|  |                |                |       |                | Derde plaats    |        |
|  | 7 juli – Tunis | 7 juli – Tunis |       | 9 juli – Tunis | 9 juli – Tunis  |        |
|  | Sovjet-Unie    | 0 (4)          |       | Brazilië       | 4               |        |
|  | Uruguay        | 0 (3)          |       |                | Uruguay         | 0      |

### Halve finale
|                   |               |              |                |                                                                    |
| 6 juli 1977 12:00 | Mexico        | 1 – 1 (n.v.) | Brazilië       | Stade El Menzah, Tunis Scheidsrechter: Ángel Franco Martínez (ESP) |
| 6 juli 1977 12:00 | Rergis 53'    |              | Jorge Luís 59' | Stade El Menzah, Tunis Scheidsrechter: Ángel Franco Martínez (ESP) |
| 6 juli 1977 12:00 | Strafschoppen |              |                | Stade El Menzah, Tunis Scheidsrechter: Ángel Franco Martínez (ESP) |
| 6 juli 1977 12:00 | 5–3           |              |                | Stade El Menzah, Tunis Scheidsrechter: Ángel Franco Martínez (ESP) |

|                   |               |              |             |                                                                  |
| 7 juli 1977 12:00 | Uruguay       | 0 – 0 (n.v.) | Sovjet-Unie | Stade El Menzah, Tunis Scheidsrechter: Gianfranco Menegali (ITA) |
| 7 juli 1977 12:00 |               |              |             | Stade El Menzah, Tunis Scheidsrechter: Gianfranco Menegali (ITA) |
| 7 juli 1977 12:00 | Strafschoppen |              |             | Stade El Menzah, Tunis Scheidsrechter: Gianfranco Menegali (ITA) |
| 7 juli 1977 12:00 | 3–4           |              |             | Stade El Menzah, Tunis Scheidsrechter: Gianfranco Menegali (ITA) |

### Troostfinale
|                   |                                                    |       |         |                                                                         |
| 9 juli 1977 12:00 | Brazilië                                           | 4 – 0 | Uruguay | Stade El Menzah, Tunis Toeschouwers: Scheidsrechter: Farouk Bouzo (SYR) |
| 9 juli 1977 12:00 | Cléber 13' Paulo Roberto 30' Paulinho 53' Tião 69' |       |         | Stade El Menzah, Tunis Toeschouwers: Scheidsrechter: Farouk Bouzo (SYR) |

### Finale
|                    |                       |              |                  |                                                                                  |
| 10 juli 1977 18:30 | Mexico                | 2 – 2 (n.v.) | Sovjet-Unie      | Stade El Menzah, Tunis Toeschouwers: 22.000 Scheidsrechter: Michel Vautrot (FRA) |
| 10 juli 1977 18:30 | Garduno 50' Manzo 58' |              | Bessonov 43, 54' | Stade El Menzah, Tunis Toeschouwers: 22.000 Scheidsrechter: Michel Vautrot (FRA) |
| 10 juli 1977 18:30 | Strafschoppen         |              |                  | Stade El Menzah, Tunis Toeschouwers: 22.000 Scheidsrechter: Michel Vautrot (FRA) |
| 10 juli 1977 18:30 | 8–9                   |              |                  | Stade El Menzah, Tunis Toeschouwers: 22.000 Scheidsrechter: Michel Vautrot (FRA) |